# Miguel Sanz Lafuente
Miguel Sanz Lafuente (San Martín de Unx, 15 d'octubre de 1804 - Madrid, 19 de febrer de 1880) fou un filòsof i religiós espanyol, membre de la Reial Acadèmia de Ciències Morals i Polítiques.
D'ideologia tradicionalista, de jove va lluitar en la primera guerra carlina del bàndol del pretendent Carles Maria Isidre. En acabar la guerra es va decantar per la carrera eclesiàstica i va estudiar dret. Posteriorment fou catedràtic a la Universitat de Saragossa, auditor del Tribunal de la Rota i conseller d'Instrucció Pública. En 1859 ingressà com a acadèmic a la Reial Acadèmia de Ciències Morals i Polítiques. En 1867 fou nomenat senador vitalici, càrrec que va ocupar fins a 1868.